# Слободинская (Вологодская область)
Слободинская — деревня в Тарногском районе Вологодской области.
Входит в состав Тарногского сельского поселения (с 1 января 2006 года по 8 апреля 2009 года входила в Кокшеньгское сельское поселение), с точки зрения административно-территориального деления — в Верхнекокшеньгский сельсовет.
Расстояние до районного центра Тарногского Городка по автодороге — 28 км. Ближайшие населённые пункты — Володинская, Верхнекокшеньгский Погост, Кузьминская, Александровская, Дурневская.
По переписи 2002 года население — 47 человек (24 мужчины, 23 женщины). Преобладающая национальность — русские (98 %).